# 小紋颯弄蝶
小紋颯弄蝶（学名：Satarupa majasra），又名大白裙弄蝶、大環挵蝶，为弄蝶科颯弄蝶屬下的一个种。

## 描述
雌雄二型性不顯著。雄蝶特徵如下：頭部覆有褐色毛，觸角同樣為褐色且末端呈鉤狀尖頂。口器褐色，下唇鬚向前伸出，前兩節覆蓋黃白色的毛，第三節則是小型的棒狀褐色結構，表面光滑。胸部背面為褐色，腹面則覆蓋白色鱗片；腹部亦覆蓋白色鱗片。足部為褐色，並覆蓋有白色鱗片和毛髮。前翅呈三角形，頂端尖銳，外緣直線狀；後翅橢圓形，在近基部背面覆蓋有白色毛。翅膀底色為褐色，前翅中央有一排透明的白斑，後翅具明顯的白色區域，亞外緣則排列一列弧形的黑褐色斑點。翅膀背面的紋路與腹面相似，但顏色較淺，前翅緣毛褐色，後翅緣毛則是褐色中夾雜白色。
雌蝶與雄蝶形態相近，僅翅幅略寬一些。

## 分佈
本種為臺灣特有種。臺灣地區分布於本島中海拔山區。

## 棲地
本種棲息於常綠闊葉林，一年一世代，成蝶在夏季活動，常見於森林內外、溪邊等地，飛行迅速且會訪花。雄蝶會到濕地吸水補充礦物質。休息時翅膀完全展開。幼蟲以芸香科的吳茱萸、賊仔樹及食茱萸為食，並在冬季以幼蟲形態休眠過冬。